# Jelena Michailowna Schtajerman
Jelena Michailowna Schtajerman (russisch Елена Михайловна Штаерман; * 28. September 1914 in Petrograd, Russisches Kaiserreich; † 22. Oktober 1991 in Moskau) war eine sowjetische Althistorikerin, die als bekannteste sowjetische Historikerin zur Geschichte des römischen Reichs in der zweiten Hälfte des 20. Jahrhunderts gilt.
Jelena Schtajerman studierte an der Lomonossow-Universität in Moskau und wurde dort 1942 bei Nikolaj Maschkin promoviert. Seit 1950 arbeitete sie als Mitarbeiterin am Sektor Geschichte der Alten Welt des Historischen Instituts der Akademie der Wissenschaften der UdSSR. 1956 habilitierte sie sich. In ihrer Habilitationsschrift entwickelte sie die Forschungen ihrer Dissertation zur Krise des 3. Jahrhunderts des Römischen Reiches in Gallien und Nordafrika weiter zu einer Studie über die Krise der „Sklavenhaltergesellschaft“ in den westlichen Provinzen des römischen Reiches. Das Werk gilt in zweierlei Hinsicht als bedeutend: zum ersten zeigte sie eine marxistische Deutung der Krise, zum anderen versuchte sie die Vorstellung Stalins von einer Sklavenrevolution als Ende der Antike auf Grundlage der Quellen zu untermauern. Im Rahmen des von Joseph Vogt an der Mainzer Akademie der Wissenschaften und der Literatur angesiedelten Forschungsprojektes zur Antiken Sklaverei wurde das Buch breit rezipiert und erfuhr zum Teil großen Widerspruch. Auch in ihren weiteren Studien widmete sich Schtajerman vor allem den unteren Schichten der römischen Gesellschaft, vor allem der Sklaven. Hier galt sie als äußerst kompetent. Deshalb und weil mehrere ihrer Bücher übersetzt wurden, wurde Schtajerman die bekannteste sowjetische Althistorikerin in der westlichen Welt. Zudem galt sie als kreative Deuterin der römischen Geschichte aus Sicht des historischen Materialismus.

## Schriften (Auswahl)
- Die Krise der Sklavenhalterordnung im Westen des römischen Reiches. Aus dem Russischen übersetzt und herausgegeben von Wolfgang Seyfarth. Akademie Verlag, Berlin 1964 (Rezension von Franz Kiechle in: Gnomon. Band 37, 1965, S. 281–289).
- Die Blütezeit der Sklavenwirtschaft in der römischen Republik. Steiner, Wiesbaden 1969 (= Übersetzungen ausländischer Arbeiten zur antiken Sklaverei. Band 2).
- Die Agrarfrage und die senatorische Opposition in der römischen Kaiserzeit. Universitätsverlag Konstanz, Konstanz 1984 (= Xenia. Heft 11).
- Die Sklaverei in den westlichen Provinzen des Römischen Reiches im 1.–3. Jahrhundert. Steiner, Stuttgart 1987, ISBN 3-515-04942-8 (= Übersetzungen ausländischer Arbeiten zur antiken Sklaverei. Band 4).